# 2010 en Norvège
Chronologie de la Norvège
- 2006
- 2007
- 2008
- 2009
- 2010
- 2011
- 2012
- 2013
- 2014

Cet article présente les faits marquants de l'année 2010 en Norvège ou relatifs à la Norvège.

## Gouvernance
- Harald V est roi de Norvège.
- Jens Stoltenberg est le chef  du gouvernement.

## Événements
- Le Prix Nobel de la paix est décerné à Liu Xiaobo[1].
- Du 31 mai au 11 juin :  exercice Volcanex 2010, organisé par le groupement aérien européen (GAE), la Base aérienne d'Ørland[2].

## Sport
- Les 2es Championnats d'Europe d'athlétisme par équipes (en anglais : 2010 European Team Championships) ont eu lieu les 19 et 20 juin 2010 à Bergen (Norvège) pour les épreuves de Super ligue, à Budapest (Hongrie) pour la 1re ligue, à Belgrade (Serbie) pour la 2e ligue, et à Marsa (Malte) pour la 3e ligue.
- Le Championnat d'Europe féminin de handball 2010 est la neuvième édition du Championnat d'Europe féminin de handball. Il s'est déroulé du 7 au 19 décembre 2010 au Danemark et en Norvège.
- La saison 2010 du Championnat de Norvège de football est la 48e édition de la première division norvégienne à poule unique, la Tippeligaen. Les 16 clubs de l'élite jouent les uns contre les autres lors de rencontres disputées en matchs aller et retour. Le Rosenborg BK, tenant du titre, remporte à nouveau la compétition après avoir terminé -invaincu- en tête du classement final, avec sept points d'avance sur Vålerenga Fotball et dix-huit sur Tromsø IL. Il s'agit du 22e titre de champion de Norvège de l'histoire de Rosenborg.
- Les championnats du monde de course d'orientation 2010, vingt-septième édition des championnats du monde de course d'orientation, ont lieu du 8 au 15 août 2010 à Trondheim, en Norvège.
- La Norvège participe aux Jeux olympiques d'hiver de 2010 à Vancouver au Canada.
- La Viking Tri-nations Rugby 2010 est la première édition de la compétition de rugby à XV organisée par l'Association européenne de rugby. La Norvège et le Danemark font match nul 14 à 14 lors de l'unique rencontre disputée le 16 octobre à Oslo[3] et la Norvège est désignée vainqueur par tirage au sort[4]. Ce match compte également pour un match de poule de la division 2C du Championnat européen des nations 2010-2012[3].

## Culture
- La Norvège a participé au Concours Eurovision de la chanson 2010 pour défendre son titre après avoir gagné le concours en 2009 grâce à Alexander Rybak et la chanson Fairytale. La Norsk rikskringkasting (NRK) a utilisé le concours du Melodi Grand Prix pour sélectionner l'artiste ou le groupe qui représentera la Norvège au Concours Eurovision de la chanson 2010.
- Cold Prey 3 : The Beginning (Norvégien : Fritt Vilt III, litt. "Saison ouverte III") est un film d'horreur norvégien réalisé par Mikkel Brænne Sandemose, sorti en 2010. C'est la préquelle des Cold Prey et Cold Prey 2.
- Happy Happy (Sykt lykkelig[5]) est un film norvégien réalisé par Anne Sewitsky (no), sorti en 2010.
- Hold-up (Nokas) est un film de casse norvégien réalisée par Erik Skjoldbjærg et sortie le 1er octobre 2010 en Norvège. Ce film est inspiré du braquage de NOKAS le 5 avril 2004 à Stavanger en Norvège.
- Mamma Gógó est un film islandais réalisé par Friðrik Þór Friðriksson, sorti en 2010.
- Max Manus, opération sabotage (Max Manus) est un film de guerre norvégien réalisé par Joachim Rønning et Espen Sandberg sorti en 2008. Le film raconte la biographie de Max Manus résistant norvégien de la Seconde Guerre mondiale.
- Noël sous l'aurore boréale (titre original : Hjem til jul) est un film suédo-germano-norvégien réalisé par Bent Hamer et sorti en 2010.
- Norwegian Ninja (Kommandør Treholt & ninjatroppen) est un film norvégien réalisé par Thomas Cappelen Malling, sorti en 2010. Sorti directement en vidéo, le film est basé sur le livre Ninjateknikk II. Usynlighet i strid 1978 écrit en 2006 par Thomas Cappelen Malling inspiré de l'histoire de l'homme politique et diplomate norvégien Arne Treholt, qui en 1985 a été reconnu coupable de haute trahison et d'espionnage au profit de l'Union soviétique et de l'Irak au cours de la guerre froide. Le livre est présenté comme un manuel militaire écrit par Treholt en 1978.
- Père Noël Origines (Rare Exports: A Christmas Tale) est un film de Noël horrifique et fantastique finlando-franco-norvégio-suédois réalisé par Jalmari Helander, sorti en 2010. Il fait suite à deux courts-métrages, Rare Exports, Inc. (2003) et Rare Exports: The Safety Instructions (2005).
- Ploddy, la voiture électrique mène l'enquête (titre original : Pelle Politibil går i vannet) est un long métrage d'animation norvégien réalisé par Rasmus A. Sivertsen et sorti en Norvège en 2010.
- Les Révoltés de l'île du Diable (titre original : Kongen av Bastøy) est un  film norvégien, en coproduction avec la Pologne, la Suède et la France, réalisé par Marius Holst, sorti en 2010 en Norvège et en 2011 en France.
- The Troll Hunter (Trolljegeren, litt. Le Chasseur de trolls) est un film fantastique norvégien écrit et réalisé par André Øvredal, sorti en 2010.
- Un chic type (En ganske snill mann) est un film norvégien réalisé par Hans Petter Moland, sorti en 2010.

## Naissances
- Naissance en Norvège en 2010

## Décès
- Décès en Norvège en 2010